# 오기고스
오기게스(그리스어: Ὠγύγης) 또는 오기고스(그리스어: Ὠγύγος)는 그리스 신화에 나오는 엑테네스의 왕이다. 대홍수 이전의 보이오티아의 주민이었다. 일설에는 카드모스가 그의 아들이라는 설도 있다. 엘레우시스의 창건자 엘레우시스 혹은 엘레우시누스가 그의 아들이었다.
오기고스의 아내는 테베로 프로메테우스와 님프의 딸, 혹은 제우스와 이오사다메라는 여성의 딸이라 한다. 오기게스는 자신의 아내 테베의 이름을 따서 테베라는 도시를 건설했다고 한다. 파우사니아스는 테베의 첫 정착민은 아테네사람들과 그들의 지도자 오기게스라는 기록을 남겼다.
일설에는 오기고스의 생전에 일어난 홍수로 아티카는 황폐화되고, 케크로프스가 이집트에서 올 때까지 189년간 아티카의 왕위가 공석이었다는 전설도 있다.

## 같이 보기
- 기게스

| 전임 칼리드노스 | 테베의 왕 | 후임 카드모스 |